# الرابح الأكبر
الرابح الأكبر هو أحد برامج تلفزيون الواقع حيث عرض لأول مرة في يوم السبت 29 إبريل 2006 على قناة ام بي سي 1. البرنامج مقتبس من النسخة الأمريكية له "(بالإنجليزية: The Biggest Loser)‏" (الخاسر الأكبر)، يرتكز البرنامج على وجود مدربين وأخصائية تغذية لمساعدة المشتركين على خسارة أوزانهم الزائدة. عرض إلى الآن 4 مواسم من البرنامج باشتراك 58 مشترك من 14 دولة عربية.

## فكرة البرنامج
يبدأ البرنامج بوجود عدد من المشتركين من مختلف الدول العربية الذين يعانون من مشكلة الوزن الزائد. يقسم المشتركين إلى فريقين أحمر وأزرق ليتنافسوا ضد بعضهم. الفريق الذي يخسر أقل نسبة وزن يضطر إلى استبعاد أحد أعضائه كل أسبوع يترك البرنامج مشترك واحد بناءً على التصويت ضده من قبل باقي أعضاء الفريق حتى يتبقى ثلاث مشتركين ليتنافسوا ضد بعضهم في النهائيات والفائز بالجائزة الكبرى 250,000 ريال سعودي هو الذي يكون خسر النسبة الأكبر من وزنه. وبعدها تبقى المنافسة الأخرى بين المشتركين المستبعدين على الفوز بالجائزة الثانية 50,000 ريال سعودي.

## هدف البرنامج
هدف البرنامج الأساسي هو تحويل المشتركين أصحاب الأوزان الزائدة والغير قادرين على ممارسة الرياضة إلى أشخاص أصحاب أجسام صحية ورشيقة بمساعدة مدرب ومدربة رياضة وأخصائية تغذية

## طاقم العمل
قدمت المذيعة كارولينا دي أوليفيرا البرنامج في جميع مواسمه الأربع. كما كانت أخصائية التغذية باسكال سعد تساعد المشتركين في كل المواسم الأربع على تعليمهم طرق التغذية الصحية السليمة كما كانت المشرفة على برنامجهم الغذائي. أما بالنسبة للمدربين ففقي الموسم الأول دربت الفريق الأحمر المدربة زينة حابى ودرب الفريق الأزرق المدرب هاني أبو النجا واستمر إلى الموسم الثاني ليدرب الفريق الأحمر وأما الفريق الأزرق فدربته المدربة باتسي صليبا. في الموسم الثالث دربت المدربة لينا رحمة الفريق الأزرق والمدرب نور خطاب الفريق الأحمر وفي الموسم الرابع تابع المدربان لينا ونور تدريب المشتركين

## المواسم
- الرابح الأكبر (الموسم الأول 2006)

تنافس 14 مشترك من 9 دول عربية قسم المشتركين إلى الفريق الأحمر بقيادة المدربة زينة حابي والفريق الأزرق بقيادة المدرب هاني أبو النجا وفي نهاية البرنامج فاز عبد الله حمد من الأردن بلقب البرنامج و250.000 ريال سعودي وفي حلقة اللقاء فاز وليد جاسم من العراق بـ 50.000 ريال سعودي.
- الرابح الأكبر (الموسم الثاني 2007)

تنافس أيضا في هذا الموسم 14 مشترك من 10 دول عربية وفي هذا الموسم قسم المشتركين إلى الفريق الأحمر بقيادة المدرب هاني أبو النجا وكان جميع أعضاء الفريق من النساء والفريق الأزرق بقيادة المدربة باتسي صليبا وكان جميع أعضاء الفريق من الرجال فاز بلقب الرابح الأكبر وليد حميد من الإمارات و250.000 ريال سعودي وفي حلقة اللقاء فازت سالمة الحبشي من السعودية بـ 50.000 ريال سعودي.
- الرابح الأكبر (الموسم الثالث 2008)

و كما سائر المواسم السابقة تنافس 14 مشترك من 10 دول عربية وقسم المشتركين إلى الفريق الأحمر بقيادة المدرب نور خطاب والفريق الأزرق بقيادة المدربة لينا رحمة. فاز في هذا الموسم بلقب الرابح الأكبر محمد مزبودي من لبنان كما حصل على 250.000 ريال سعودي وفي حلقة اللقاء فاز حسن الراوي من العراق بـ 50.000 ريال سعودي
- الرابح الأكبر (الموسم الرابع 2009) : ثنائيات

في الموسم الرابع وعلى خلاف باقي المواسم اشترك في البرنامج 8 ثنائيات من 6 دول عربية من هذه الثنائيات من هم متزوجان، أختان، أخان، أخ وأخته، زميلان، صديقان وغريبتان. فاز في الموسم الرابح بلقب الرابح الأكبر و250,000 ريال سعودي كريم عبد الله من مصر وفي حلقة اللقاء فاز السوري عروة القرة بـ 50,000 ريال سعودي وعلى لأول مرة في تاريخ البرنامج فازت صاحبة المركز الثاني مرح القرة من سوريا بـ 30,000 ريال سعودي وصاحب المركز الثالث عبد العزيز ششه من السعودية بـ 20,000 ريال سعودي.